# Supermassiccio Tour
Supermassiccio Tour 2008 è un album live del gruppo musicale italiano Elio e le Storie Tese, pubblicata nel 2008.

## Produzione
È la sesta serie di CD Brulé prodotta dal gruppo per il tour del 2008. I brani sono stati registrati e mixati da Rodolfo "Foffo" Bianchi e Franco Cufone. Il nome del tour (Supermassiccio) è stato preso da una traccia di Studentessi. Le copertine dei CD raffigurano una surreale mappa dell'Europa, formata solamente da Italie multiple.

## Tracce[3]
1. Ignudi fra i nudisti
2. Gargaroz
3. Mio cuggino
4. T.V.U.M.D.B.
5. El Pube
6. Amico uligano
7. Fossi figo
8. Disco Medley[4]
9. Parco Sempione

## Date e luogo di registrazione
- Cuneo 20/06/2008
- Cernusco sul Naviglio 21/06/2008
- Cerreto d'Esi 27/06/2008
- Fidenza 28/06/2008
- Montale 04/07/2008
- Misano 05/07/2008
- Azzano Decimo 06/07/2008
- Genova 11/07/2008
- Asti 12/07/2008
- Sordevolo 15/07/2008
- Recoaro Terme 16/07/2008
- Marcon 17/07/2008
- Livorno 18/07/2008
- Collegno 19/07/2008
- Napoli 23/07/2008
- Piediluco 23/07/2008
- Viareggio 03/08/2008
- Termoli 05/08/2008
- Fuscaldo 08/08/2008
- Orbetello 09/08/2008
- Alessandria 30/08/2008
- Milano 04/09/2008
- Cerreto Sannita 06/09/2008
- Reggio Emilia 10/09/2008
- Bologna 12/09/2008
- Lanciano 16/09/2008
- Trezzo sull'Adda 03/10/2008
- Cortemaggiore 16/10/2008
- Roma 18/10/2008
- Porto Sant'Elpidio 25/10/2008
- Trieste 11/11/2008

## Formazione
- Elio - voce, flauto traverso
- Rocco Tanica - tastiere, voce
- Cesareo - chitarra, voce, percussioni
- Faso - basso, voce
- Christian Meyer - batteria, percussioni
- Mangoni - artista a sé
- Jantoman - tastiere
- Paola Folli - seconda voce, campanaccio

### Altri musicisti
- Daniele Comoglio - sassofono
- Davide Ghidoni - tromba
- Vittorio Cosma - tastiere